# Stadler WINK
Stadler WINK (Wandelbarer Innovativer Nahverkehrs-Kurzzug [переклад українською: конвертований, інноваційний короткий поїзд для місцевого сполучення]) — моторвагонний рухомий склад,  розроблений і виготовлений компанією Stadler Rail, Швейцарія, що був введений в експлуатацію у 2021 році.

## Сервісна історія
WINK був представлений у листопаді 2017 року, коли європейський оператор Arriva оголосив про замовлення на 18 поїздів, які планується ввести в експлуатацію у північних Нідерландах, починаючи з 2020 року 

Після доставки, ремонт і технічне обслуговування поїздів буде виконувати «Stadler» в Леуварден до 2035 року 

Перші поїзди були введені в експлуатацію 12 квітня 2021 року.

## Дизайн
WINK — подальша еволюція вагонів Stadler FLIRT, призначена для обслуговування на легкорейкових лініях. 

Має алюмінієвий кузов, довжину якого можна налаштувати за замовленням, і може живитися від дизельних або електричних силових агрегатів з додатковими бортовими батареями. 

Блоки для «Arriva» будуть поставлятися з дизельними двигунами Deutz AG, які працюють на рослинному паливі, і акумуляторами, зарядженими рекуперативним гальмуванням; двигуни планується замінити додатковими батареями після того, як буде проведено електрифікацію на частині їх маршруту. 

Кожен поїзд може перевозити близько 275 пасажирів на 150 місць і має максимальну швидкість до 160 км/год залежно від специфікації замовника. 